# Stipa viridula
Stipa viridula är en gräsart som beskrevs av Carl Bernhard von Trinius. Stipa viridula ingår i släktet fjädergrässläktet, och familjen gräs. Inga underarter finns listade i Catalogue of Life.

## Bildgalleri

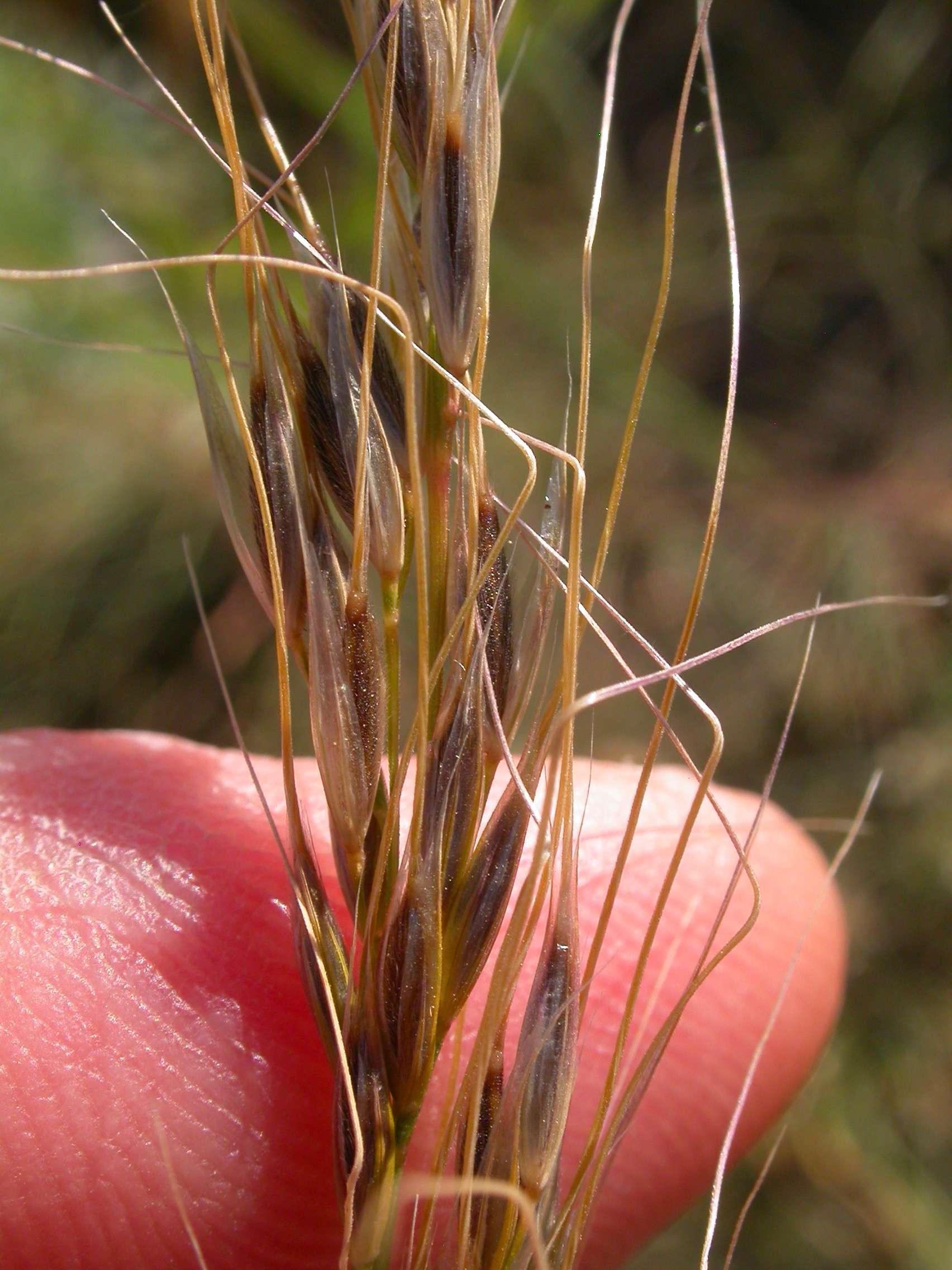
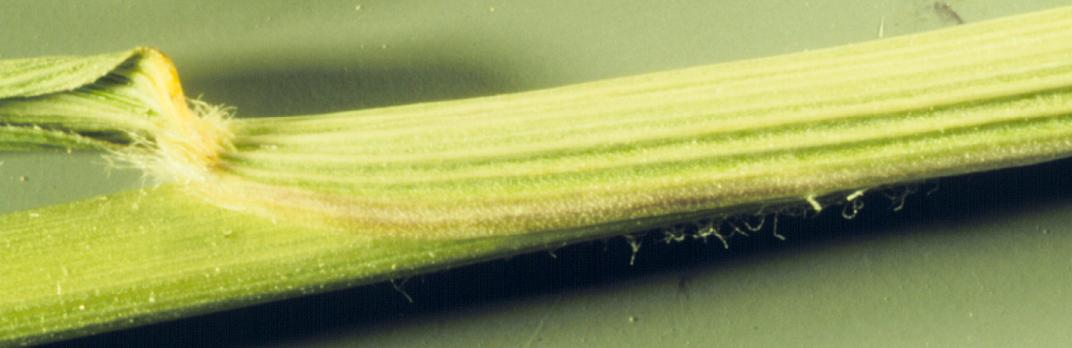
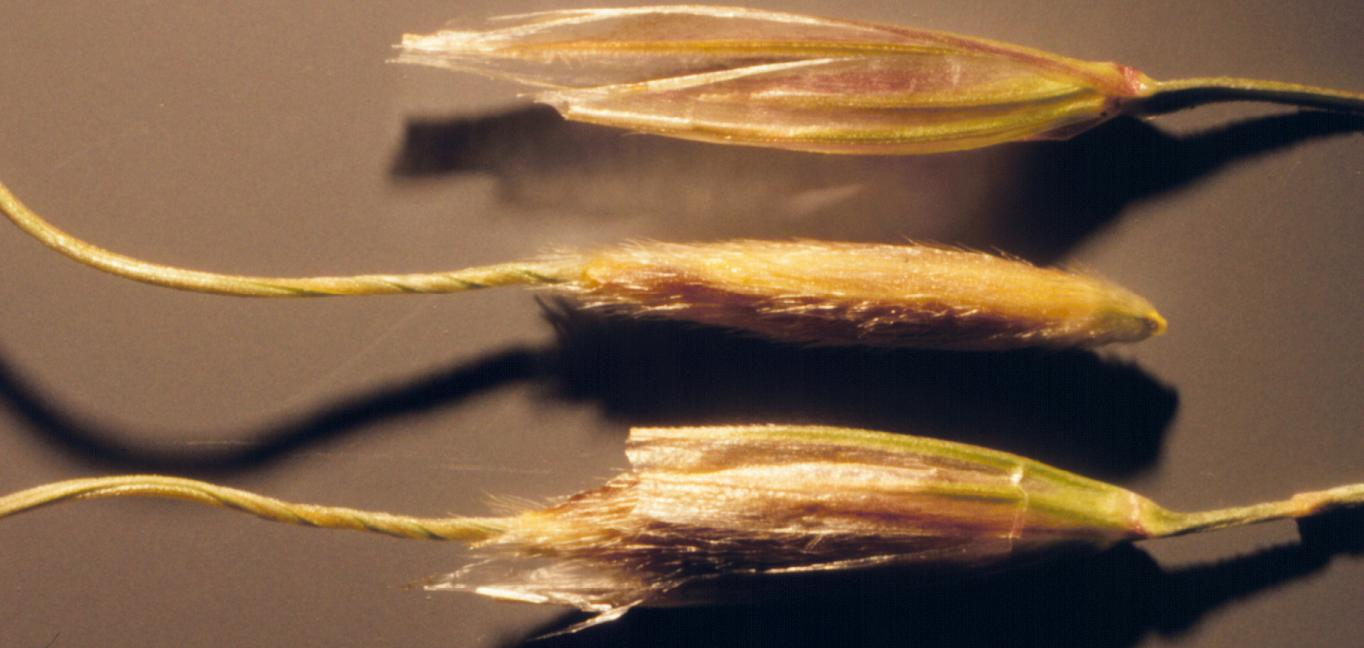
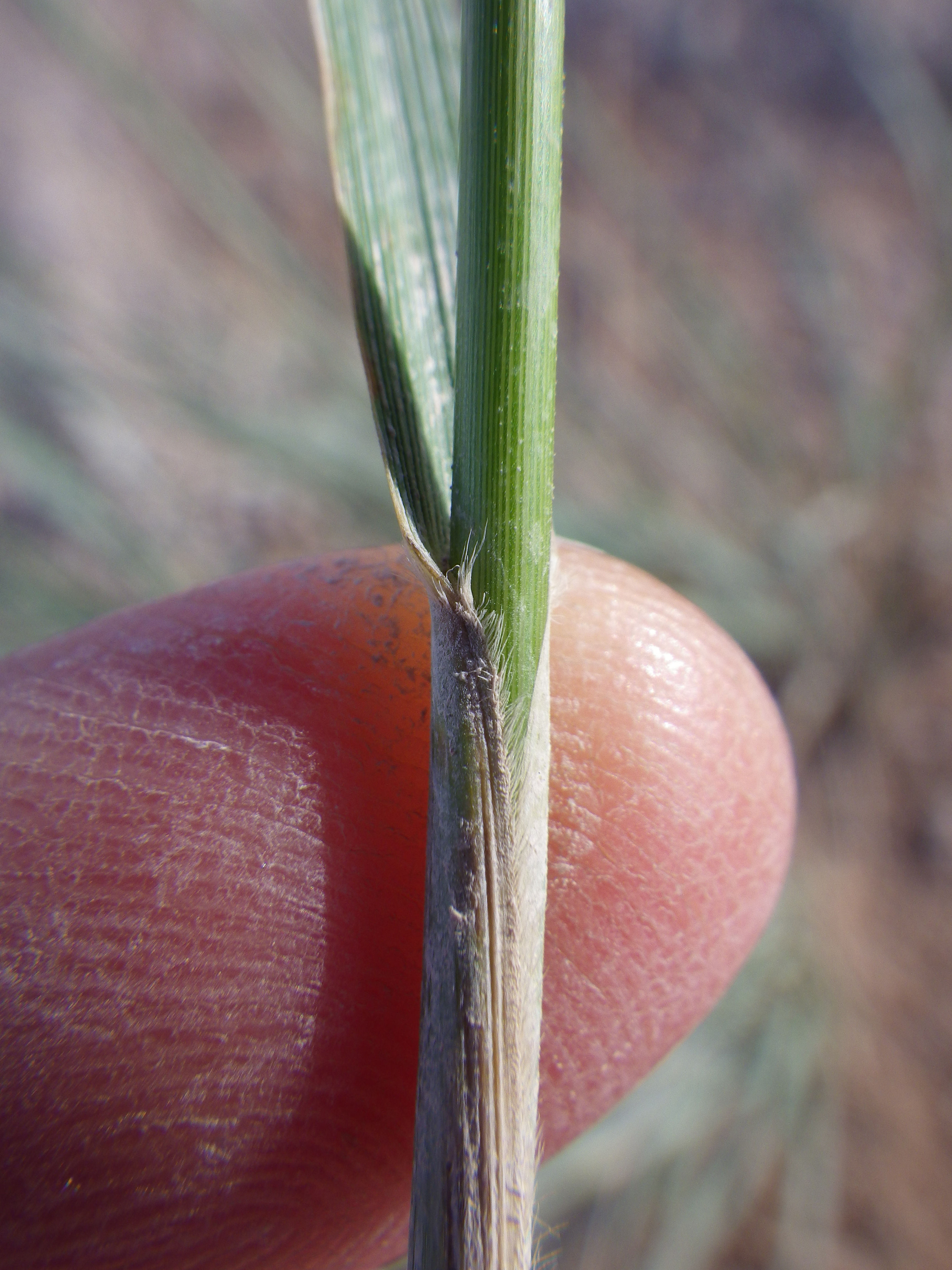